# Sibirzio
Sibirzio (in greco antico: Σιβύρτιος?; Creta, ... – ...; fl. IV secolo a.C.) è stato un militare macedone antico; fu al servizio di Alessandro Magno e, poco dopo la morte del re macedone, fu satrapo di Arachosia e Gedrosia fino al 303 a.C. circa.

## Biografia

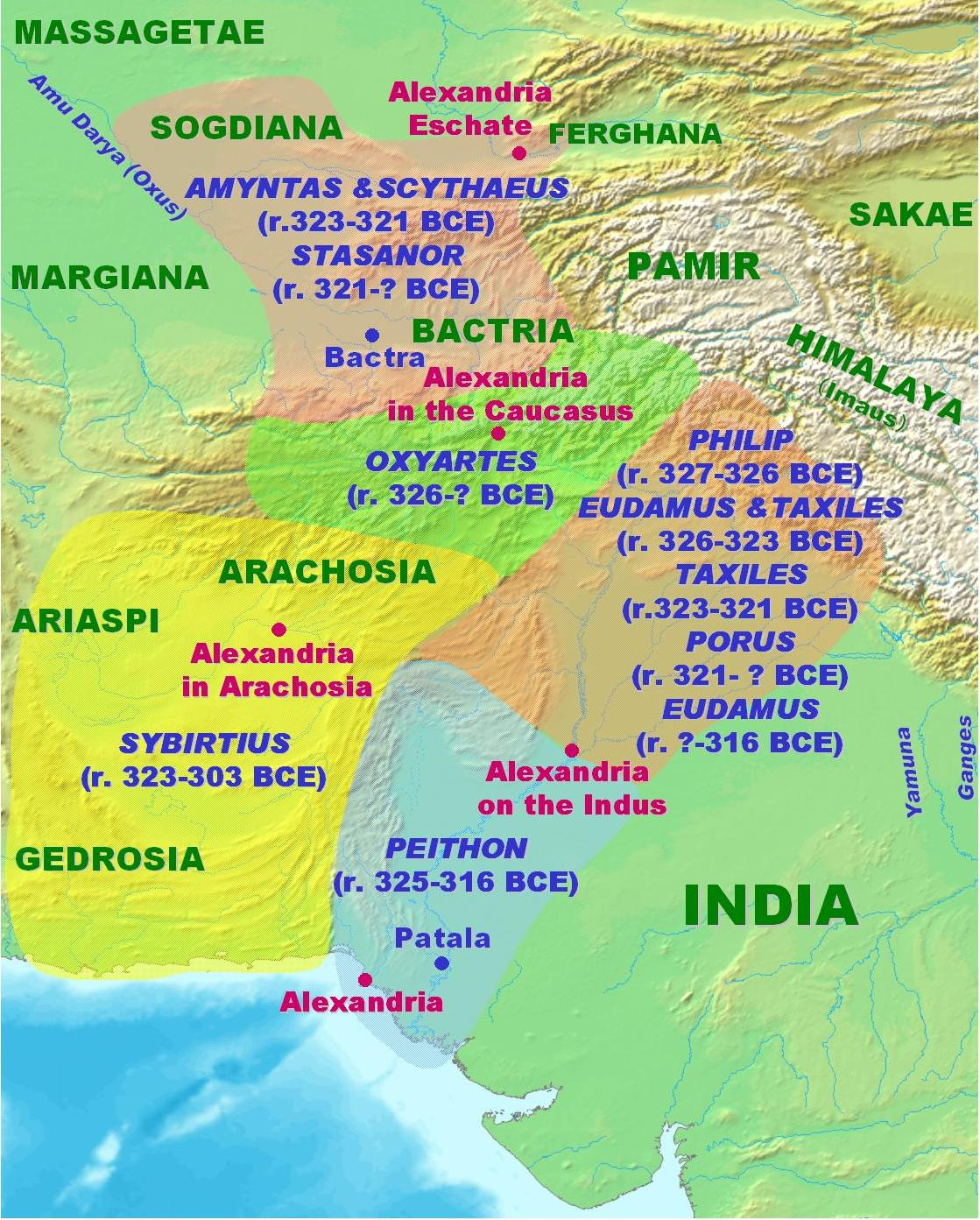
Localizzazione della Arachosia e Gedrosia

Originario di Creta, servì nell'esercito di Alessandro Magno per un certo numero di anni e fu nominato da Alessandro, al suo ritorno dall'India, governatore della provincia di Carmania (326 a.C.). Poco dopo, alla morte di Thoas, riuscì ad ottenere la carica ben più importante di satrapo di Arachosia e Gedrosia.
Dopo la morte di Alessandro nel 323 a.C., in accordo con la maggior parte degli altri governatori delle remote province orientali, mantenne il possesso della sua satrapia, che fu nuovamente confermata nella seconda partizione di Triparadiso nel 321 a.C..
Nelle successive divisioni che coinvolsero satrapi orientali, sostenne Peucesta contro Peithon e Seleuco. In seguito accompagnò Peucesta quando questi incontrò Eumene in Susiana nel 317 a.C.. Il suo sostegno per Peucesta si mantenne anche quando Peucesta ordì intrighi contro il suo comandante in capo; in questo frangente Sibirzio dovette difendersi contro il forte risentimento di Eumenes, che minacciò di portarlo in giudizio, destino dal quale riuscì a fuggire con una fuga precipitosa.
La aperta rottura di Sibirzio con Eumene favorì il suo avvicinamento ad Antigono, che, dopo la sconfitta del suo rivale, confermò a Sibirzio le sue satrapie e mise sotto il suo comando una gran parte del gruppo scelto di truppe detto Argiraspidi. Antigono adottò questa misura con l'obiettivo apparente di proteggere le province orientali contro i vicini nemici indiani, anche se in realtà l'obiettivo di Antigono era la graduale distruzione di queste truppe, il cui spirito turbolento e insofferente era ben noto.
Arriano riporta che Megastene, ambasciatore di Seleuco in India nonché storico, risiedette presso Sibirzio dopo il trattato del 303 a.C. con Chandragupta, suggerendo che Sibirzio sarebbe rimasto al suo posto di satrapo per un periodo piuttosto lungo